# Справедливость (партия)
Партия «Справедливость» (укр. Партія «Справедливість») — украинская левоцентристская политическая партия. Предшественница — партия «Справедливость», созданная в 2000 году Иваном Чижом и другими депутатами, вышедшими из Социалистической партии Украины в связи с разногласиями с Александром Морозом. Лидер партии — экс-министр образования и науки Украины Станислав Николаенко.
13 декабря 2011 года было объявлено об объединении на базе «Справедливости» 4 других партий («Народная власть», Украинская крестьянская демократическая партия, «Всеукраинский патриотический союз», «Возрождение села») в партию «Объединённые левые и селяне» (укр. Об'єднані ліві та селяни). Это стало результатом провала переговоров об объединении 11 партий с участием СПУ.
В апреле 2014 года партии было возвращено название «Справедливость».

## История

### 2000—2008
Учредительный съезд партии Всеукраинского объединения левых «Справедливость» состоялся 8 апреля 2000 года, а Министерство юстиции 18 мая зарегистрировало партию.
На президентских выборах на Украине в 2004 году поддержала кандидатуру Виктора Януковича, занявшего второе место.
Участвовала в парламентских выборах 2006 года в составе Народного блока Литвина (10 % избирательного списка).
На внеочередных парламентских выборах на Украине в 2007 году поддерживала Коммунистическую партию Украины.
В январе 2008 года Партия Всеукраинского объединения левых «Справедливость» изменила название на «Партия „Справедливость“».
В середине 2008 года самораспустилась на основании Соглашения об объединении с Социалистической партией Украины (вхождение в СПУ оформлялось на индивидуальной основе). Но в 2009 проинформировала Минюст о прекращении процедуры ликвидации.

### 2009—2012
4 апреля 2009 года лидер партии Иван Чиж заявил о решении про возобновлении деятельности партии.
15 апреля 2009 года политическую партию «Справедливость» возглавил Станислав Николаенко, его заместителем стал Александр Баранивский — оба бывшие министры от СПУ. Иван Чиж был избран почётным председателем партии.
10 октября 2009 года решением VI съезда вошла в Блок левых и левоцентристских сил и поддержала лидера коммунистов Петра Симоненко на пост Президента Украины.
31 октября 2010 года принимала участие в выборах в местные советы, председателей городов, поселков, сел и депутатов Верховного Совета АРК.
4 августа 2012 года прошёл съезд партии «Объединённые левые и селяне». Партия приняла решение выдвинуть кандидатов исключительно в одномандатных округах для участия в парламентских выборах 2012 года.

### 2013—2014
Партия активно участвовала в событиях Евромайдана, в том числе в противостоянии в феврале. В апреле 2014 принято решение вернуться к названию «Справедливость». Первыми решениями обновлённой партии были поддержка Петра Порошенко на выборах президента Украины и осуждение действий России по аннексии Крыма и поддержке пророссийских протестов на Юго-Востоке Украины.

## Основные лозунги
- От буржуазно-либеральной — к социально ориентированной экономике!
- Качественное и доступное медицинское обслуживание — каждому!
- Работающий человек не может быть бедным!
- Украине — взвешенную и конструктивную внешнюю политику!
- Достойное жильё — каждой семье!
- Коммунальной реформе — народный контроль!
- Крепкая семья — крепкая Украина!
- Забота о молодёжи сегодня — будущее благополучие завтра!
- Бюджет семьи начинается с ребёнка, бюджет страны — с образования и науки!
- Пенсия по одному закону для всех! Ветеранам, детям войны — достойную старость, признание и уважение! Инвалиды — полноценные граждане Украины!
- Главное богатство страны — народ, каждый человек!
- Власть — под контроль народа!
- Офицеры — основа и гордость армии!

## Руководство партии
Председатель Совета партии: Николаенко, Станислав Николаевич
Заместитель Председателя Совета партии: Винский, Иосиф Викентьевич
Почётный Председатель: Чиж, Иван Сергеевич

## Общественные организации
Партию поддерживают несколько общественных организаций, среди которых Защита детей войны, ВМОО Демократический союз студентов «Студенческая платформа», ВОО «Общественный Совет педагогов и учёных Украины», ВОО «Украинское социалистическое движение» и другие.